# Eusphaeropeltis celebicus
Eusphaeropeltis celebicus är en skalbaggsart som beskrevs av Renaud Maurice Adrien Paulian 1978. Eusphaeropeltis celebicus ingår i släktet Eusphaeropeltis och familjen Hybosoridae. Inga underarter finns listade i Catalogue of Life.